# 120 latidos por minuto
120 latidos por minuto (en francés: 120 battements par minute), también conocida como 120 pulsaciones por minuto y 120 Beats per Minute, es una película francesa de 2017 dirigida por Robin Campillo y protagonizada por el actor argentino Nahuel Pérez Biscayart. También se contó con las actuaciones de Arnaud Valois y Adèle Haenel. La película se basa en los años noventa, dónde jóvenes activistas de ACT UP, luchan por conseguir una mayor visibilidad e implicación del gobierno y de las farmacéuticas en la lucha contra el sida. 
La película fue estrenada en el Festival de Cannes de 2017 y recibió una recepción muy positiva por parte de la crítica y el público, es por eso que se le otorgó el Gran Premio del Jurado. Además, fue candidata para representar a Francia en los Premios Oscar, aunque finalmente no logró la candidatura. Recibió seis nominaciones en los Premios Lumières incluyendo Mejor Película, Mejor Actor y Mejor Director. En los Premios César fue la favorita de los miembros de la asociación y de la audiencia, razón por la que obtuvo trece nominaciones y ganó seis premios en total, incluyendo Mejor Película, Mejor Guion Original y Mejor Actor de Reparto para Antoine Reinartz. Biscayart fue nominado en los Premios del cine europeo, ganó en los Premios Lumières y Globos de cristal, recibió también el galardón como Mejor actor de revelación en los Premios César.

## Argumento

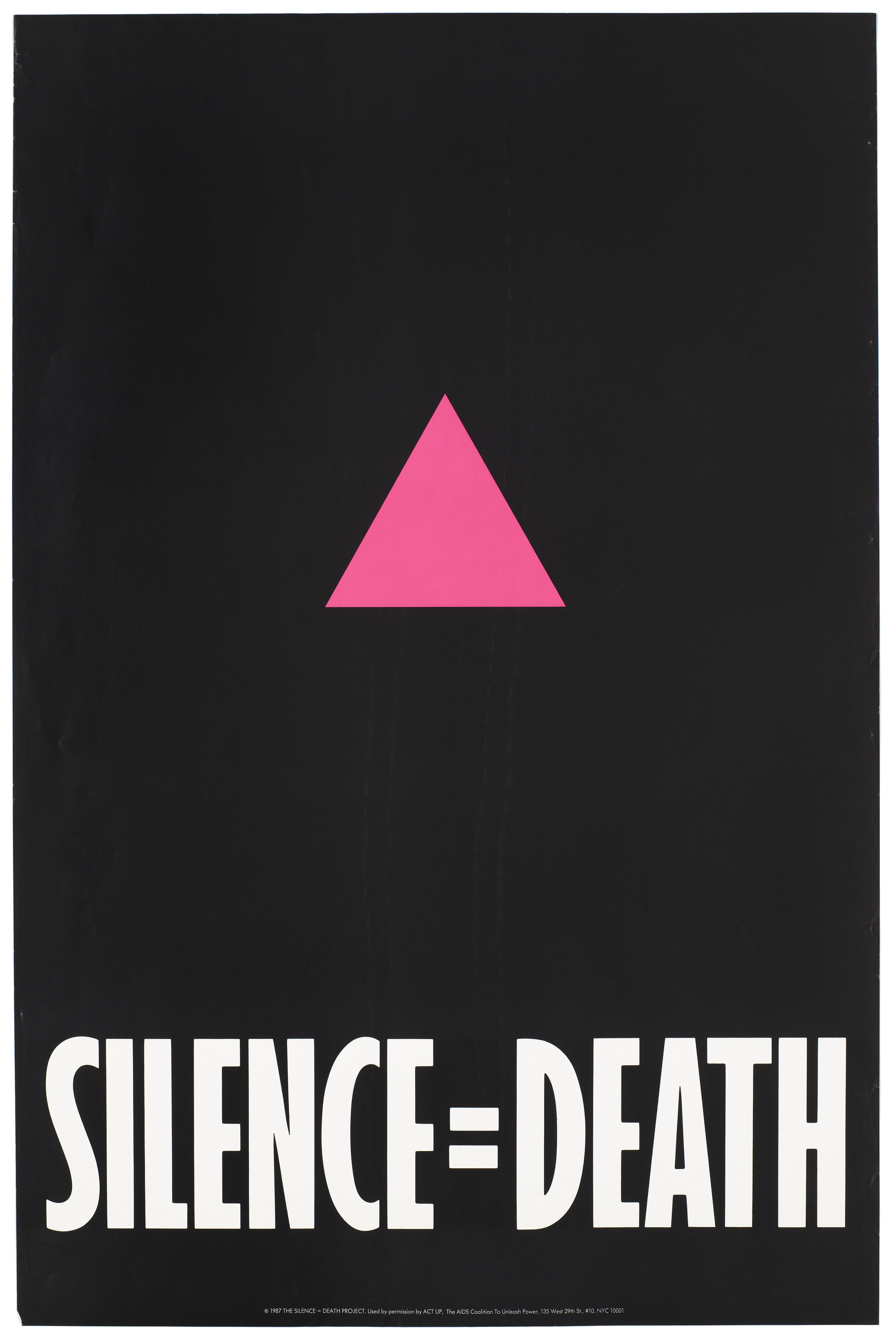
El póster Silencio = Muerte usado por ACT UP como símbolo de lucha contra el SIDA.

Francia, principios de los años 90. La vida cotidiana para la comunidad gay estaba condicionada por el miedo. Miedo al rechazo, al desprecio y al sida. Esta enfermedad representa una plaga letal que se ceba especialmente con la población homosexual. Para responder a esta situación, nace en París el ACT UP, un grupo de activistas que, utilizando métodos de guerrilla, dedica sus esfuerzos a luchar por dar visibilidad y lograr una mayor implicación del gobierno y de las farmacéuticas en la lucha contra el sida. Claro que, dentro de esta asociación descubriremos los desacuerdos entre algunos de sus miembros, ya que hay quienes no están de acuerdo en forzar los límites y radicalizarse
La película se puede dividir en dos partes. La primera, un fresco de una época en la que poco se sabía y poco se quería informar sobre esa enfermedad que, como una maldición puritana, venía a cambiar las costumbres sexuales. Se ve la mecánica, las personalidades y orígenes diferentes -hay gais, lesbianas, hemofílicos, trans- y el carácter de las intervenciones colectivas.
Luego, se va centrando en Sean, uno de los cuadros más activos. Nathan, se quedará sorprendido ante la radicalidad y energía de Sean, que gasta su último aliento en la lucha. Ambos forman una relación y deciden cuidarse uno al otro hasta que se les acabe el tiempo.

## Reparto
- Nahuel Pérez Biscayart como Sean Dalmazo; Un joven miembro de ACT UP, que a su vez es seropositivo debido a que fue contagiado años atrás al llegar a Francia por su profesor de matemáticas, quien contrajo relaciones sexuales con él sin saber las consecuencias. Más tarde, Sean conoce a Nathan, un joven que no está infectado de VIH, quien decide acompañarlo hasta su muerte.
- Arnaud Valois como Nathan; Es el nuevo integrante de los miembros de ACT UP y no es seropositivo. Llega a la asociación junto a tres amigos más y luego surge una relación con Sean.
- Adèle Haenel como Sophie; Una joven miembro de ACT UP que a su vez se convierte en la mayor vocalista de la asociación. Es la amiga más cercana de Sean, aunque en la primera parte de la película, ambos actúan como rivales.
- Antoine Reinartz como Thibault; Es el líder principal de ACT UP y de rival de la mayoría de los miembros debido a grandes diferencias de pensamientos.
- Ariel Borenstein como Jérémie; Nuevo miembro de ACT UP a quien le queda poco tiempo de vida. Después de su muerte, los demás integrantes utilizan su fotografía para realizar marchas y protestas en la calle.
- Saadia Ben Taieb como la madre de Sean; Aparece casi al final de la película acompañando a Sean en sus últimos días.
- Catherine Vinatier como Hélène; Madre de Marco, una mujer que colabora con la asociación.
- Théophile Ray como Marco; Es hemofílico, y el miembro más joven de ACT UP, con tan solo 16 años, contrae el VIH por transfusiones infectadas.
- Médhi Touré como Germain.
- Felix Maritaud como Max.
- Aloïse Sauvage como Eva.
- Simon Bourgade como Luc.
- Simon Guélat como Markus.
- Jean-François Auguste como Fabien.
- Coralie Russier como Muriel.
- Samuel Churin como Gilberti (Melton Pharm).
- Yves Heck como el profesor.
- Emmanuel Ménard como el previsor.
- Pauline Guimard como la profesora.
- François Rabette como Michel Bernin.

## Producción
El director Robin Campillo coescribió el guion y se describió a sí mismo como "un militante de ACT UP en los años 90", lo que significa que no tuvo que llevar a cabo ninguna otra investigación sobre cómo retratar con precisión la experiencia. Una escena también se basó en su experiencia con la epidemia del sida, cuando dijo "He disfrazado a un novio cuando murió". El coguionista Philippe Mangeot también participó en ACT UP.
En Cannes, Campillo explicó su decisión de seguir adelante con la dirección de la película y dijo que " BPM es sobre todo una película que quería hacer donde la fuerza de las palabras se transforma en momentos de acción pura". El presupuesto de 5 millones de dólares se elevó en meses.

## Lanzamiento
La película tuvo su estreno mundial en el Festival de Cine de Cannes 2017 el 20 de mayo de 2017. El 24 de junio, fue al Festival Internacional de Cine de Moscú, seguido por el Festival Internacional de Cine de Nueva Zelanda en julio. Con la reducción de la cantidad de películas en el Festival de Cine de Toronto desde 2016, 120 latidos por minuto fue seleccionado para el festival de 2017 en septiembre.
En Cannes, The Orchard adquirió los derechos de distribución de la película en los Estados Unidos. Se ha lanzado en Francia el 23 de agosto de 2017, como estaba previsto.

## Controversia
El 4 de febrero de 2018, un grupo de manifestantes cristianos que sostenían iconos y cantaban cánticos religiosos interrumpieron la proyección de la película en el Museo del Campesino Rumano en Bucarest. Mostrando pancartas con mensajes nacionalistas y cristianos, los manifestantes afirmaron que "una película con esta trama es inadmisible para ser proyectada" en el museo, porque "es una película sobre homosexuales", y "el campesino rumano es cristiano ortodoxo". Después de media hora de disputa, la policía sacó a los manifestantes del cine. La proyección de la película fue parte de una serie de eventos dedicados al Mes de la historia LGBT. El director Tudor Giurgiu, partidario de los derechos LGBT y testigo de lo sucedido, criticó en una publicación de Facebook tales manifestaciones y pidió medidas de protección en las salas de cine donde se proyectan películas de temática LGBT.

## Recepción de la crítica
Según el recopilador francés de reseñas AlloCiné, la película tiene una calificación promedio de 4.5 de 5 basada en 31 críticas, convirtiéndola en la película mejor calificada del año.
Tiene una calificación de aprobación del 98% en el sitio web del agregador de reseñas Rotten Tomatoes, sobre la base de 113 revisiones, con un promedio ponderado de 8 / 10. El consenso crítico del sitio dice: "Moviéndose sin recurrir al melodrama, BPM ofrece una mirada fascinante sobre un período clave en la historia que perdura mucho después de que se cierran los créditos de cierre". En Metacritic, la película tiene un puntaje de 85 sobre 100, basado en 21 críticos, lo que indica "aclamación universal".
"De lo general a lo particular, de lo colectivo a lo individual, '120 pulsaciones por minuto' muestra cómo la militancia a veces puede ser la gota que horade la piedra, la herramienta para conseguir un cambio social." Dijo Gaspar Zimerman: Diario Clarín."Campillo sabe cómo cruzar lo público con lo privado sin que aparezcan fricciones: la fluidez entre los momentos dramáticos y festivos de la historia, apoyados por una preciosa banda sonora, es ejemplar." Dijo Alejandro Lingenti:Diario La Nación."Un pequeño exceso de pulsaciones, pero definitivamente hay un corazón latiendo (...) Campillo tiene buen oído para las corrientes volátiles de las discusiones de grupo (...) Muestra menos habilidad para la economía y el ritmo." Dijo David Rooney: The Hollywood Reporter."El sobresaliente drama de Robin Campillo sobre activismo y el sida une lo personal, lo político y lo erótico de manera conmovedora." Dijo Guy Lodge: Variety.

## Reconocimiento
| Premio                                                | Fecha de la ceremonia   | Categoría                           | Nominado/a                                        | Resultado | Ref(s)        |
| ----------------------------------------------------- | ----------------------- | ----------------------------------- | ------------------------------------------------- | --------- | ------------- |
| Cabourg Film Festival                                 | 18 de enero de 2017     | Premio de la audiencia              | Robin Campillo                                    | Ganador   | [ 10 ]        |
| Cannes Film Festival                                  | 17—28 de marzo de 2017  | Grand Prix                          | Robin Campillo                                    | Ganador   | [ 11 ]        |
| Cannes Film Festival                                  | 17—28 de marzo de 2017  | FIPRESCI Prize                      | Robin Campillo                                    | Ganador   | [ 12 ]        |
| Cannes Film Festival                                  | 17—28 de marzo de 2017  | François Chalais Prize              | Robin Campillo                                    | Ganador   | [ 13 ] [ 14 ] |
| Cannes Film Festival                                  | 17—28 de marzo de 2017  | Queer Palm                          | Robin Campillo                                    | Ganador   | [ 13 ] [ 14 ] |
| Chicago Film Festival                                 | Octubre de 2017         | Gold Q-Hugo                         | Robin Campillo                                    | Ganador   | [ 15 ]        |
| European Film Awards                                  | 9 de diciembre de 2017  | Mejor película                      | Robin Campillo                                    | Nominado  | [ 16 ]        |
| European Film Awards                                  | 9 de diciembre de 2017  | Mejor Actor                         | Nahuel Pérez Biscayart                            | Nominado  | [ 16 ]        |
| European Film Awards                                  | 9 de diciembre de 2017  | Mejor Montaje                       | Robin Campillo                                    | Ganador   | [ 17 ]        |
| Globos de cristal                                     | 2018                    | Mejor Película                      | Robin Campillo                                    | Ganadora  | [ 18 ]        |
| Globos de cristal                                     | 2018                    | Mejor Actor                         | Nahuel Pérez Biscayart                            | Ganador   | [ 18 ]        |
| Guldbagge Awards                                      | 22 de enero de 2018     | Mejor película extranjera           | Robin Campillo                                    | Nominado  | [ 19 ] [ 20 ] |
| Premios del Círculo de Críticos de Cine de Nueva York | 3 de enero de 2018      | Mejor película en lengua extranjera | 120 latidos por minuto                            | Ganadora  | [ 21 ]        |
| International Film Festival of India                  | 28 de noviembre de 2017 | Mejor Película                      | Robin Campillo                                    | Ganador   | [ 22 ]        |
| Independent Spirit Awards                             | 3 de marzo de 2018      | Mejor película internacional        | Robin Campillo                                    | Nominada  | [ 23 ]        |
| Los Angeles Film Critics Association                  | 3 de diciembre de 2017  | Mejor película extranjera           | Robin Campillo                                    | Ganador   | [ 24 ]        |
| Lux Prize                                             | 14 de noviembre de 2017 | Mejor Película                      | Robin Campillo                                    | Nominada  |               |
| Premios Lumières                                      | 2018                    | Mejor Película                      | Robin Campillo                                    | Ganadora  | [ 25 ]        |
| Premios Lumières                                      | 2018                    | Mejor Director                      | Robin Campillo                                    | Ganador   | [ 25 ]        |
| Premios Lumières                                      | 2018                    | Mejor Actor                         | Nahuel Pérez Biscayart                            | Ganador   | [ 25 ]        |
| Premios Lumières                                      | 2018                    | Mejor Guion                         | Robin Campillo y Philippe Mangeot                 | Ganador   | [ 25 ]        |
| Premios Lumières                                      | 2018                    | Mejor Revelación masculina          | Arnaud Valois                                     | Ganador   | [ 25 ]        |
| Premios Lumières                                      | 2018                    | Mejor Música                        | Arnaud Rebotini                                   | Ganador   | [ 25 ]        |
| Merlinka festival                                     | 13 de diciembre de 2017 | Película del año                    | Robin Campillo                                    | Ganador   | [ 26 ]        |
| National Society of Film Critics                      | 6 de enero de 2018      | Mejor película extranjera           | Robin Campillo                                    | Nominada  | [ 27 ]        |
| New York Film Critics Circle                          | 3 de enero de 2018      | Mejor película de habla no inglesa  | Robin Campillo                                    | Ganador   | [ 28 ]        |
| Online Film Critics Society                           | 8 de diciembre de 2017  | Mejor película extranjera           | Robin Campillo                                    | Ganador   | [ 29 ]        |
| Festival de San Sebastián                             | Septiembre de 2017      | Premio Sebastiane                   | Robin Campillo                                    | Ganador   | [ 30 ]        |
| Satellite Awards                                      | 10 de febrero de 2018   | Mejor película extranjera           | Robin Campillo                                    | Nominada  | [ 31 ]        |
| Vancouver Film Critics Circle                         | Diciembre de 2017       | Mejor película extranjera           | Robin Campillo                                    | Ganador   | [ 32 ]        |
| Washington D. C. Area Film Critics Association        | 8 de diciembre de 2017  | Mejor Película extranjera           | Robin Campillo                                    | Ganador   | [ 33 ]        |
| Premios César                                         | 2 de marzo de 2018      | Mejor Película                      | Robin Campillo                                    | Ganadora  | [ 34 ]        |
| Premios César                                         | 2 de marzo de 2018      | Mejor Director                      | Robin Campillo                                    | Nominado  | [ 34 ]        |
| Premios César                                         | 2 de marzo de 2018      | Mejor Actor de Reparto              | Antoine Reinartz                                  | Ganador   | [ 34 ]        |
| Premios César                                         | 2 de marzo de 2018      | Mejor Actriz de Reparto             | Adèle Haenel                                      | Nominada  | [ 34 ]        |
| Premios César                                         | 2 de marzo de 2018      | Mejor Revelación Masculina          | Nahuel Pérez Biscayart                            | Ganador   | [ 34 ]        |
| Premios César                                         | 2 de marzo de 2018      | Mejor Revelación Masculina          | Arnaud Valois                                     | Nominado  | [ 34 ]        |
| Premios César                                         | 2 de marzo de 2018      | Mejor Guion Original                | Robin Campillo                                    | Ganador   | [ 34 ]        |
| Premios César                                         | 2 de marzo de 2018      | Mejor Decorado                      | Emmanuelle Duplay                                 | Nominada  | [ 34 ]        |
| Premios César                                         | 2 de marzo de 2018      | Mejor Vestuario                     | Isabelle Pannetier                                | Nominada  | [ 34 ]        |
| Premios César                                         | 2 de marzo de 2018      | Mejor Fotografía                    | Jeanne Lapoirie                                   | Nominado  | [ 34 ]        |
| Premios César                                         | 2 de marzo de 2018      | Mejor Montaje                       | Robin Campillo                                    | Ganador   | [ 34 ]        |
| Premios César                                         | 2 de marzo de 2018      | Mejor Sonido                        | Julien Sicart, Valerie Loof y Jean-Pierre Laforce | Nominados | [ 34 ]        |
| Premios César                                         | 2 de marzo de 2018      | Mejor Música Original               | Arnaud Rebotini                                   | Ganador   | [ 34 ]        |